# Dietrich Stauffer
Dietrich Stauffer (ur. 6 lutego 1943 w Bonn, zm. 6 sierpnia 2019) – niemiecki fizyk, profesor fizyki teoretycznej na Uniwersytecie w Kolonii. Znany między innymi z badań nad teorią perkolacji, automatami komórkowymi i ogólnie fizyką obliczeniową oraz jej interdyscyplinarnymi zastosowaniami.

## Życiorys
Urodził się w rodzinie profesora teologii Ethelberta Stauffera. Doktorat uzyskał w 1970, a habilitację w 1975 na Uniwersytecie Technicznym w Monachium. W tym czasie współpracował z Kurtem Binderem na Uniwersytecie w Saarbrücken. Od 1977 był profesorem fizyki teoretycznej na Uniwersytecie w Kolonii. Jego głównym obszarem badań była fizyka statystyczna. W latach 1987–1990 kierował grupą zajmującą się fizyką wielu ciał w Centrum Badawczym „Höchstleistungsrechenzentrum” w Jülich.
Za pracę naukową, w szczególności nad teorią perkolacji, a także nad automatami komórkowymi, Dietrich Stauffer otrzymał szereg nagród, między innymi: Nagrodę Humboldta w 1985 r. oraz Nagrodę Gentnera-Kastlera w 1999 r. Wśród jego osiągnięć akademickich warto również wymienić wpływ na rozwój fizyki obliczeniowej,
Przez lata zajmował się przenoszeniem metod fizycznych na problemy ekonomii i nauk społecznych, tzw. ekonofizyką i socjofizyką. Za zasługi na tym polu uzyskał tytuł doktora honoris causa Uniwersytetu w Liège w 2006 r. W roku 2008 Dietrich Stauffer uzyskał tytuł Wybitnego Recenzenta Amerykańskiego Towarzystwa Fizycznego.
Dietrich Stauffer opublikował kilka książek i ponad 600 artykułów naukowych. Jako redaktor i recenzent Physica A i International Journal of Modern Physics C wspierał zastosowania symulacji w różnych dziedzinach wiedzy. Znany był ze swoich niekonwencjonalnych, interdyscyplinarnych zastosowań fizyki statystycznej, międzynarodowego współautorstwa wielu swoich artykułów, a także z wielkoduszności wobec studentów i doktorantów, z którymi spędzał wiele godzin na dyskusjach i jednocześnie zachęcał ich do samodzielnego opublikowania artykułów, które były wynikiem tych dyskusji.
Dietrich Stauffer był wieloletnim współpracownikiem i mentorem grup i pracowników naukowych w wielu krajach, w tym w Polsce.